# Takatsukasa Mototada
Takatsukasa Mototada (鷹司 基忠?   1247 – 1313) fue un kugyō (cortesano japonés de clase alta) y escritor que vivió durante la era Kamakura. Fue miembro de la familia Takatsukasa (derivado del clan Fujiwara) e hijo del regente Takatsukasa Kanehira.
En 1257 fue designado con el rango jusanmi, como cortesano de clase alta y como gonchūnagon. Fue nombrado naidaijin en 1262 y ascendido a udaijin en 1265. En 1268 fue ascendido al rango juichii, nombrado tutor imperial y designado sadaijin.
También en 1268 fue nombrado kanpaku (regente) del Emperador Kameyama, hasta 1273. Posteriormente sería designado Daijō Daijin (Canciller del Reino) entre 1285 y 1287.
Tuvo como hijos al cortesano Takatsukasa Fuyumoto y al regente Takatsukasa Fuyunori. También adoptó como su hijo al regente Takatsukasa Fuyuhira.
Como escritor se le atribuye la coautoría del emakimono Kasuga Gongen Genki E junto con sus hijos Fuyumoto, Fuyunori y el monje Ryōshin.